# Paratemnoides pococki
Paratemnoides pococki es una especie de arácnido del orden Pseudoscorpionida de la familia Atemnidae.

## Distribución geográfica
Se encuentra en la Isla de Navidad.